# 대만부
대만부(臺灣府)는 청나라 시대에 존재했던 행정 기관이다. 청나라는 1863년 청나라의 내지로 편입시키고, 이듬 해 1864년 대만부를 세웠다. 1695년 청나라 강희제 때 고공건(高拱乾)
에 의해 편찬된 『대만부지(臺灣府志)』에서는 이곳을 복건성의 일부로 기록하고 있다.

## 정씨정권 시기
정성공(鄭成功)이 네덜란드 세력을 몰아내고 정씨왕국을 세워 1661년(남명 영력 15년)에 승천부(承天府)를 설치하고, 아문을 츠칸러우(赤崁樓)에 설치하여 대만 남부를 관할했다. 1664년(남명 영력 18년)부터 1683년(남명 영력 37년)까지 대만 남부 2개주 (현에서 승격) 외에 팽호(澎湖), 남로(南路), 북로(北路) 3사를 관할에 두었다.

## 청대
1683년(강희 22년), 대만을 세력 하에 두었던 청나라는 승천부를 폐지하고, 대만부(臺灣府)를 설치하여 대만 섬 전체를 관할하고 있었다. 그러나 1875년(광서 원년)에 대북부(臺北府)가 설치되면서 대만 북부 관할 범위에서 분리되었고, 1885년(광서 11년)에는 복건대만성(福建臺灣省), 1887년(광서 13년)의 대남부(臺南府)를 설치하여 관할 범위는 축소되어 대만 중부만을 관할하였고, 중요 정책 사항은 복건성 대만승선포정사사(臺灣承宣布政使司)에 이관되어 있었다.

## 일제 시대
1895년, 청일 전쟁의 결과 〈시모노세키 조약〉에 의해 일본에 대만이 할양되면서 일본 정부는 청나라의 대만 현을 폐지하는 동시에 대만부를 대만 현으로 변경했다.

## 같이 보기
- 대만청치시기
- 타이난시
- 다이추주

## 참고자료
- 劉寧顔編 『重修臺灣省通志』 (대만성 문헌 위원회 1994년)